# نفاس

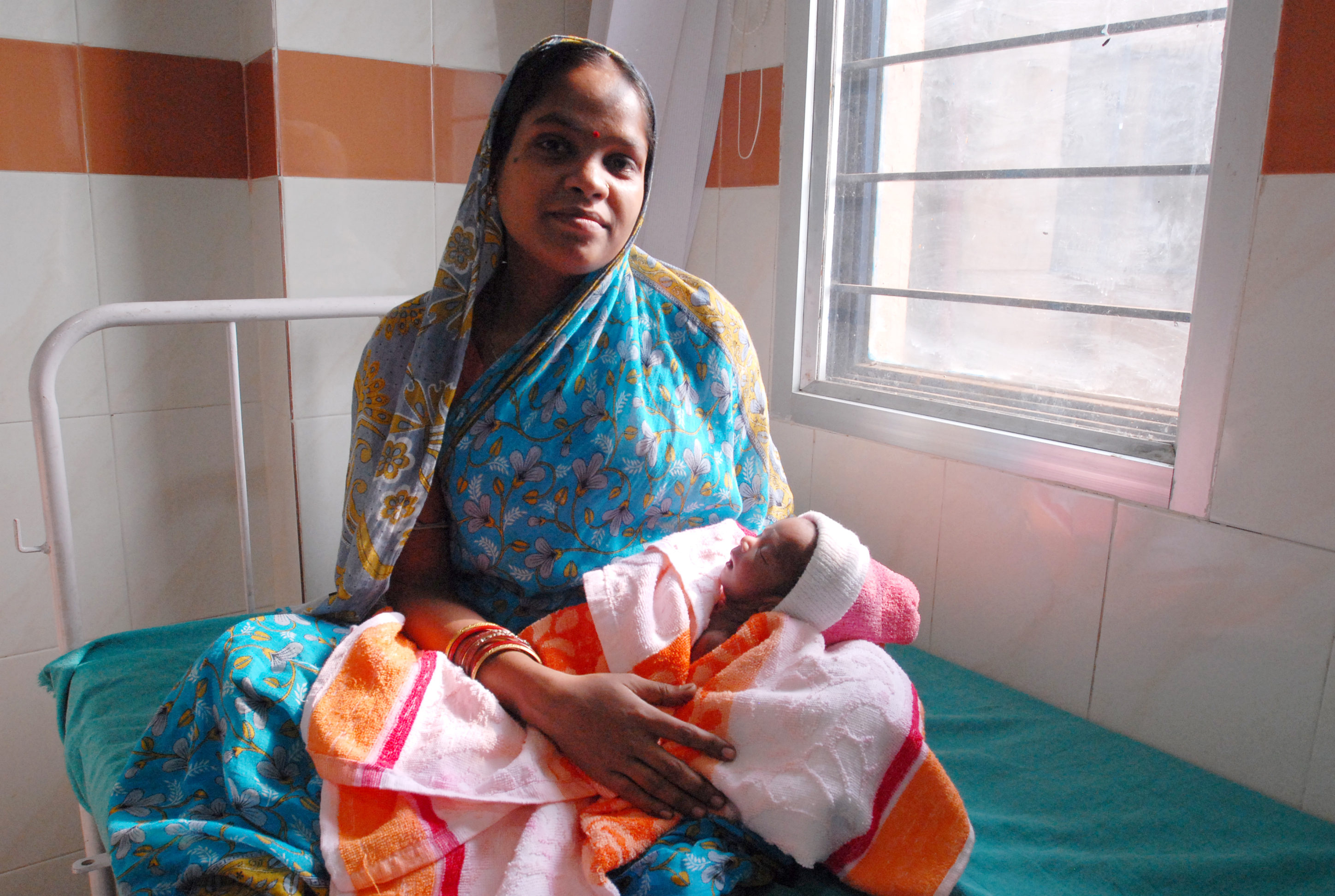
أم ومولودها الجديد

النفاس أو فترة ما بعد الولادة هي الفترة التي تلي الولادة، وتستعيد فيها أنظمة جسم الأنثى حالتها الأصلية قبل الحمل. تحتسب فترة النفاس بعد إكمال المرحلة الثالثة من الولادة (خروج المشيمة) ومدتها ستة أسابيع. وقد وصفت منظمة الصحة العالمية هذه المرحلة بأنها المرحلة الأهم والأكثر إهمالا في حياة الأمهات والرضع، حيث أن معظم الوفيات تحدث خلال تلك الفترة. وتشمل تلك الفترة عودة الرحم لحجمه ووظيفته قبل الحمل، وعودة كافة أنظمة الجسم إلى حالتها الفسيولوجية الأصلية قبل الحمل، وفقد معظم الوزن المرتبط بالحمل. تشمل تلك الفترة تخلص الرحم من الدم الذي تعبأ به وقت الحمل مع بعض الخلايا، ويستمر خروج الدم ما بين يومين وأربعة عشر يوما كحد أقصى. قد تخرج سوائل أخرى من الرحم بعد تلك المدة، ذات نوعية مائية ودهنية. وتختلف مدة استمرار خروجها من الرحم ما بين امرأة وأخرى. يتقلص الرحم الذي تضاعف 22 ضعفا أثناء الحمل - من 50 جرام للرحم غير الحامل إلى 1100 جرام عند الولادة عائدا إلى حجمه الأصلي. تعود الدورة الدموية ومعدل التنفس إلى حالتهما الأصلية قبل الحمل.
يرتبط النفاس بمرض شهير هو: حمى النفاس والناتج عن هجوم البكتيريا - ستربتوكوكس في أغلب الأحوال - عن طريق الرحم النيء الذي لم يستعد حصانته الطبيعية قبل الولادة نتيجة تعرض معظم سطحه للانكشاف. تعتبر حمى النفاس من الأمراض التي تمت السيطرة عليها بعد توسع الوعي بعناية ما بعد الولادة وانتشار المضادات الحيوية.
ترتبط فترة النفاس أيضا بظهور أعراض اكتئاب ما بعد الولادة.

## حديثي الولادة
عند دخولهم إلى عالم تنفس الهواء، من دون الحصول على التغذية والأكسجين من الحبل السري، يجب أن يبدأ حديثو الولادة التكيف مع الحياة خارج الرحم.

## فترة النفاس في الأمهات
تستطيع المرأة مغادرة المستشفى بعد الولادة بمجرد استقرار حالتها طبيا، ويمكن أن يكون ذلك في وقت مبكر بعد مرور بضع ساعات بعد الولادة، على الرغم من أن متوسط فترة البقاء في المستشفى بعد الولادة المهبلية هو 1-2 يوم، وبعد الولادة القيصرية 3-4 أيام. خلال ذلك الوقت، يتم متابعة الأم من حيث وجود نزيف أم لا، ومتابعة وظيفة الأمعاء والمثانة، ورعاية الطفل. كما يتم متابعة صحة الرضيع.

### جسدياً
يتم تقييم جروح الأم، وخياطتها إذا لزم الأمر. كما أنها قد تعاني من الإمساك أو البواسير، وكلاهما يتم معالجته. ويتم تقييم المثانة أيضا من حيث العدوى والقدرة على حبس البول وأي مشاكل في العضلات.
النقطة الرئيسية التي يتم التركيز عليها أثناء رعاية ما بعد الولادة هي ضمان أن حالة الأم الصحية جيدة، وأنها قادرة على رعاية مولودها الجديد، ومجهزة بجميع المعلومات التي تحتاجها عن الرضاعة الطبيعية والصحة الإنجابية ووسائل منع الحمل والتكيف مع الحياة الجديدة.
قد تحدث بعض الحالات الطبية في فترة ما بعد الولادة، مثل متلازمة شيهان، واعتلال عضلة القلب في الفترة المحيطة بالولادة.
وفي بعض الحالات، لا يتم التكيف على الوضع بسهولة بعد الولادة، وقد تعاني النساء من اكتئاب ما بعد الولادة أو اضطراب ما بعد الصدمة أو الذهان النفاسي.
يحدث سلس البول بعد الولادة في حوالي 33٪ من النساء؛ ويكون معدل حدوثه في النساء اللواتي يخضعن للولادة المهبلية حوالي ضعف النساء اللواتي يلدن قيصريا.
خلال فترة النفاس، يمكن أن تتبول المرأة ما يصل إلى تسعة أرطال من الماء. ولأنه لم يعد هناك حاجة إلى السوائل الزائدة التي يأخذها جسدها، فقد تلاحظ الأم أن كمية السوائل التي تُخرِجها غير متناسبة مع كمية السوائل التي تتناولها.

### نفسياً
يمكن أن يؤثر المرض النفسي بعد الولادة على كلٍ من الأمهات والآباء، وذلك ليس أمرا غير شائع. لذا فإن الكشف المبكر والعلاج المناسب أمر مطلوب. سوف يواجه ما يقرب من 25٪ - 85٪ من النساء الاكتئاب لبضعة أيام بعد الولادة. وقد يعاني 7٪ - 17٪ من الاكتئاب السريري، مع وجود خطر أكبر بين هؤلاء النساء الذين لديهم تاريخ مرضي من الاكتئاب السريري. وتصاب 1 من أصل 1000 حالة من النساء بنوبة نفسية، وخاصة النساء اللواتي لديهن أمراض عقلية موجودة من قبل. وعلى الرغم من انتشار خرافة أن الهرمونات هي السبب في ذلك، فإن الدراسات المتكررة لم تربط التغيرات الهرمونية مع الأعراض النفسية بعد الولادة. ولكنها تكون أعراض مرض عقلي موجود من قبل، وتفاقم بسبب التعب، والتغيرات في النظام، وغيرها من ضغوطات الأبوة والأمومة الشائعة.
الذهان بعد الولادة (المعروف أيضا باسم ذهان النفاس) هو شكل من المرض العقلي أشد من اكتئاب ما بعد الولادة، ويحدث بنسبة حوالي 0.2٪.

## ثقافات

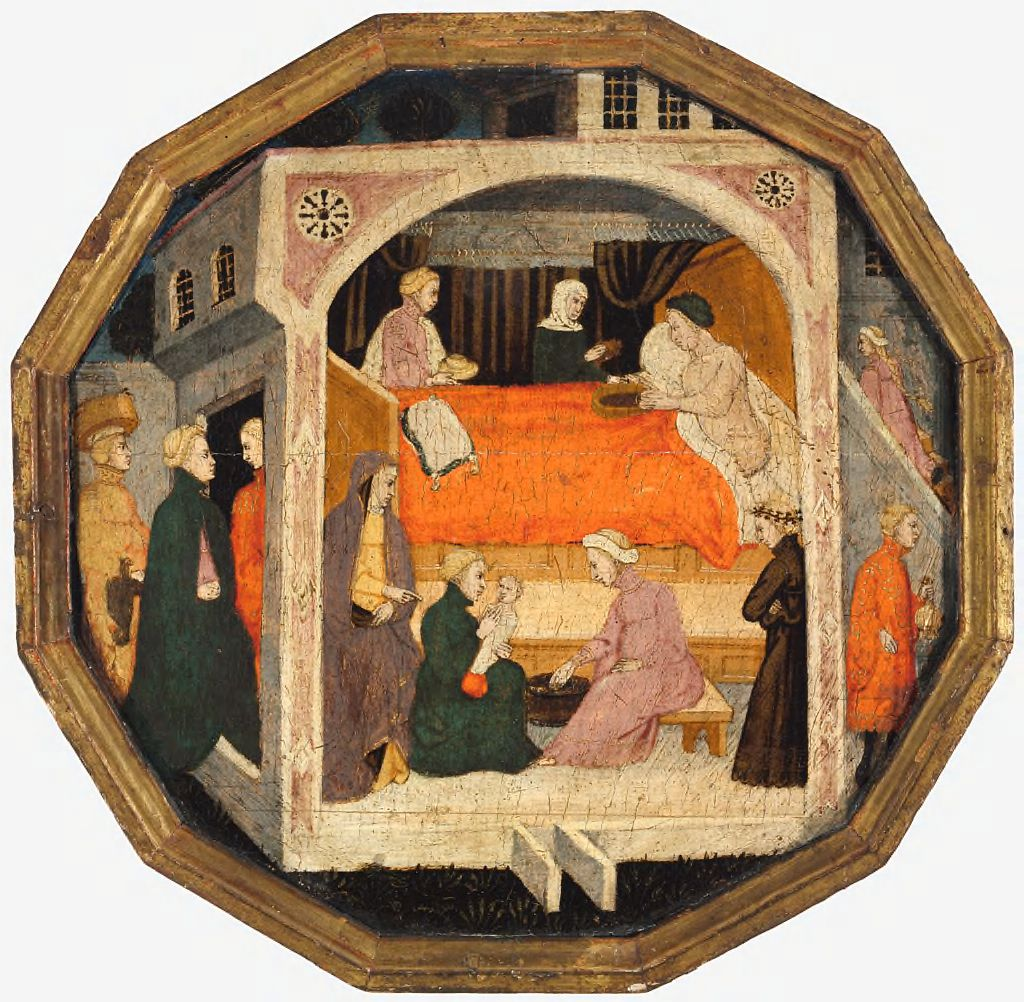
نفاس أم في فلورنسا، من طبق مرسوم في حفلة ولادة 1410- وامرأة تميل إلى الطفل، والإناث يرتدون ملابس باهظة الثمن

### أوروبا
رقود النفاس (Lying-in) هو مصطلح في العرف الأوروبي والغربي يدل على استراحة المرأة في السرير لفترة بعد الولادة. على الرغم من أن المصطلح يعرف عادة الآن بأنه «حالة المرأة أثناء الولادة»، إلا أنه كان يشير سابقا إلى الفترة المطلوبة للراحة في الفراش، حتى لو لم تكن هناك مضاعفات طبية.
يشير منشور نُشِر عام 1932 إلى أن فترة النفاس تتراوح ما بين أسبوعين إلى شهرين مع عدم القيام من السرير بعد الولادة لمدة لا تقل عن 9- 20 يوما. وحيث أن ذلك المصطلح أصبح شائعا، كان يستخدم في أسماء العديد من المستشفيات، على سبيل المثال مستشفى النفاس العام في لندن (the General Lying-In Hospital).
تتلقى النساء زيارات تهنئة من الأهل والأصدقاء خلال هذه الفترة، ومن بين العديد من العادات التقليدية في العالم، كان يقدم للأم في حفل الولادة طبق ملون له شكل مميز في عصر النهضة في فلورنسا. رُسم عليه مشاهد كثيرة بعد الولادة تُظهر جلب الزوار الإناث الهدايا التي تلقتها الأم في السرير، في حين أن غيرها من النساء تميل إلى الطفل. ولا يوجد مصطلح محدد لفترة النفاس في كتيبات الحياة الأسرية لعصر النهضة (على عكس بعض الثقافات الأخرى)، ولكن يبدو من السجلات الوثائقية أن الأم نادرا ما تكون موجودة في المعمودية التي تعقد عادة في غضون أسبوع من الولادة في كنيسة الرعية المحلية في المدن الإيطالية، والتي تكون عادة على بُعد بضع دقائق سيرا على الأقدام من أي منزل.
هناك العديد من الاختلافات المحلية في التقاليد، وفترة النفاس في الواقع. ففي العادة، تقضي الأمهات الأرثوذكس الشرقيات 40 يوما في المنزل مع رضيعهن بعد الولادة. في نهاية الأربعين يوما، يؤخذ الطفل إلى الكنيسة للمرة الأولى، حيث تطلب الأم مباركة خاصة على ختام النفاس لها. وهناك العديد من النظريات الحديثة التي تسعى لتبرير هذه الممارسة التقليدية، مثل ضعف أنظمة المناعة لدى الأطفال، وبدء الرضاعة الطبيعية دون عوائق، والحاجة إلى وقت للترابط بين الوالدين والطفل.

### شرق اسيا
في بعض الثقافات في شرق آسيا، مثل الصينية والكورية الجنوبية والفيتنامية، هناك عرف تقليدي للحجز بعد الولادة معروف باللغة الإنجليزية بشهر الجلوس (sitting the month)، وبالصينية (ماندارين zuò yuèzi 坐月子). ويستمر الحبس عادة 30 يوما. يجمع هذا التقليد بين الأطعمة المقررة مع عدد من القيود على الأنشطة التي تعتبر ضارة. وتعطى الأم الجديدة أيضا أطعمة خاصة بعد الولادة، مثل «حساء الأعشاب البحرية» في كوريا و«حساء مفاصل لحم الخنزير بالزنجبيل» في الصين. ويعتقد في العديد من مجتمعات شرق آسيا أن هذا العرف يساعد على شفاء الإصابات في العجان وتعزيز انكماش الرحم وتعزيز الرضاعة.
يتم العلاج للاستشفاء بعد الولادة في تايلاند عن طريق استخدام خشب أشجار التمر الهندي اللادخاني والأعشاب المحلية والتدليك في مكان مفتوح.

### الهند
يتبع معظم الهنود التقليديين نظام الأربعين يوماً للحبس والراحة، والمعروف أيضا باسم («جابا Jaappa» باللغة الهندية). ويتم اتباع نظام غذائي خاص لتسهيل إنتاج الحليب وزيادة مستويات الهيموغلوبين. ولا يسمح بممارسة الجنس خلال ذلك الوقت. في الثقافة الهندوسية، كان يعتبر النفاس فترة من النجاسة النسبية (asaucham) بسبب عملية الولادة، وكان يوصى بفترة من الحبس 10-40 يوماً (المعروفة باسم بورودو purudu) للأم. وخلال هذه الفترة، كانت الأم تُعفى من الأعمال المنزلية المعتادة والطقوس الدينية. وكان يتم تطهير الأب بحمام طقوسي قبل زيارة الأم في الحبس. في حالة الإملاص، كانت فترة النجاسة لكلا الوالدين 24 ساعة. العديد من الثقافات الفرعية الهندية لها تقاليد خاصة بعد الولادة، وكانت تسمى فترة الولادة بـ (المهاراتية Marathi) بدءا من الولادة وحتى 10 أيام مع الامتناع الكامل عن بوذا أو زيارة المعبد.

## أحكام النفاس في الإسلام
أخذ النفاس في الإسلام موضعًا هامًا في كتب الفقه، فهو إحدى الأمور التي تعترض المرأة المسلمة ويؤثر على عباداتها. فكان في الإسلام من التخفيف عنها في العبادات ما يوازي ما تكون عليه من تعب.
كما وردت فيه أحاديث متعددة. منها: عن أم سلمة قالت: ((كانت النفساء على عهد رسول الله ﷺ تقعد بعد نفاسها أربعين يومًا أو أربعين ليلة)).

### مدته
أما مدته والتي تتعلق بأحكامه فقد اختلف بأقل مدة له، ولكن أغلب الفقهاء على ارتباطه بنزول الدم.
فعند الشافعية أن المرأة إذا وضعت حملها فرأت دمًا فهي نفساء، وإن رأت الطهر وجب عليها الاغتسال والصلاة. وأكثره 40 يومًا عند أغلب الفقهاء. فإن نزل دمٌ بعد ذلك لا يحتسب من النفاس.

### أحكامه
يأخذ دم النفاس في الإسلام حكم دم الحيض عمومًا، وذلك فيما يجب به، وكذلك ما يحرم، وأيضًا ما يسقط به عنها.
قال ابن قدامة في ذلك: لا نعلم في هذا خلافًا، وقال الشربيني بالإجماع.
ومن أشهر تلك الأحكام:
لا يحل لها الصلاة ولا الصيام ولا الطواف.
لا تحمل القرآن الكريم.
يحرم عليها دخول المسجد.
لا يحل جماعها حتى تنقضي مدة النفاس.
يجب عليها الغسل بعد انتهاء المدة.
لا تقضي ما فاتها من صلاة.

### استثناءات
يستثنى من مطابقة أحكام دم النفاس مع أحكام دم الحيض ما يلي:
1- أن الحيض يوجب البلوغ، والنفاس لا يوجبه، لثبوته قبله بالإنزال الذي حبلت منه.
2- عدة المرأة: لأنَّ الاعتداد عندها يكون بعدد الحيضات، والنفاس ليس بحيض، وأيضًا لأنَّ العدة تنقضي بوضع الحمل.
3- اختلاف في مدة الإيلاء: وهي 4 أشهر، حيث يحلف الرجل ألا يجامع زوجته، فيمهل 4 أشهر، إن لم يطأها تُطلق منه. ففي الحيض تُحسب مدة الحيض من هذه المدة، أما النفاس فلا تُحسب مدته من مدة الإيلاء.